# هنگ ۱۳ چترباز دراگون
هنگ ۱۳ چترباز دراگون (فرانسوی: 13th Parachute Dragoon Regiment‎) هنگ نیروهای ویژه زیرمجموعه نیروی زمینی فرانسه و تحت امر فرماندهی نیروهای ویژه ارتش فرانسه است، که در سال ۱۶۷۶ تأسیس شد.